# 詹森 (演員)
詹森（1940年4月24日—1984年4月26日），原名詹某，香港男演員，台湾台中霧峰人。詹森早年曾投考台灣國聯公司，受導演宋存壽賞識進入影圈。1964年开始拍戏，1969年被网罗至香港邵氏电影公司发展，演出许多反派角色，於1975年起演出数部导演李翰祥的《乾隆皇》电影，名噪一时。在其電影工作生涯中，共演出達160部動作片。1977年与著名艳星余莎莉结婚，但不久便以离异告终。后于邵氏电影演员宿舍洗澡时心臟病突发不治，享年44歲。

## 外部連結
- 詹森在香港影庫上的簡介